# فرانك ستيرلينغ
فرانك ستيرلينغ (بالإنجليزية: Frank Sterling)‏ هو شخصية أعمال أمريكي، ولد في 26 أكتوبر 1869، وتوفي في 16 يوليو 1938.